# Liste der Breslauer Domprediger

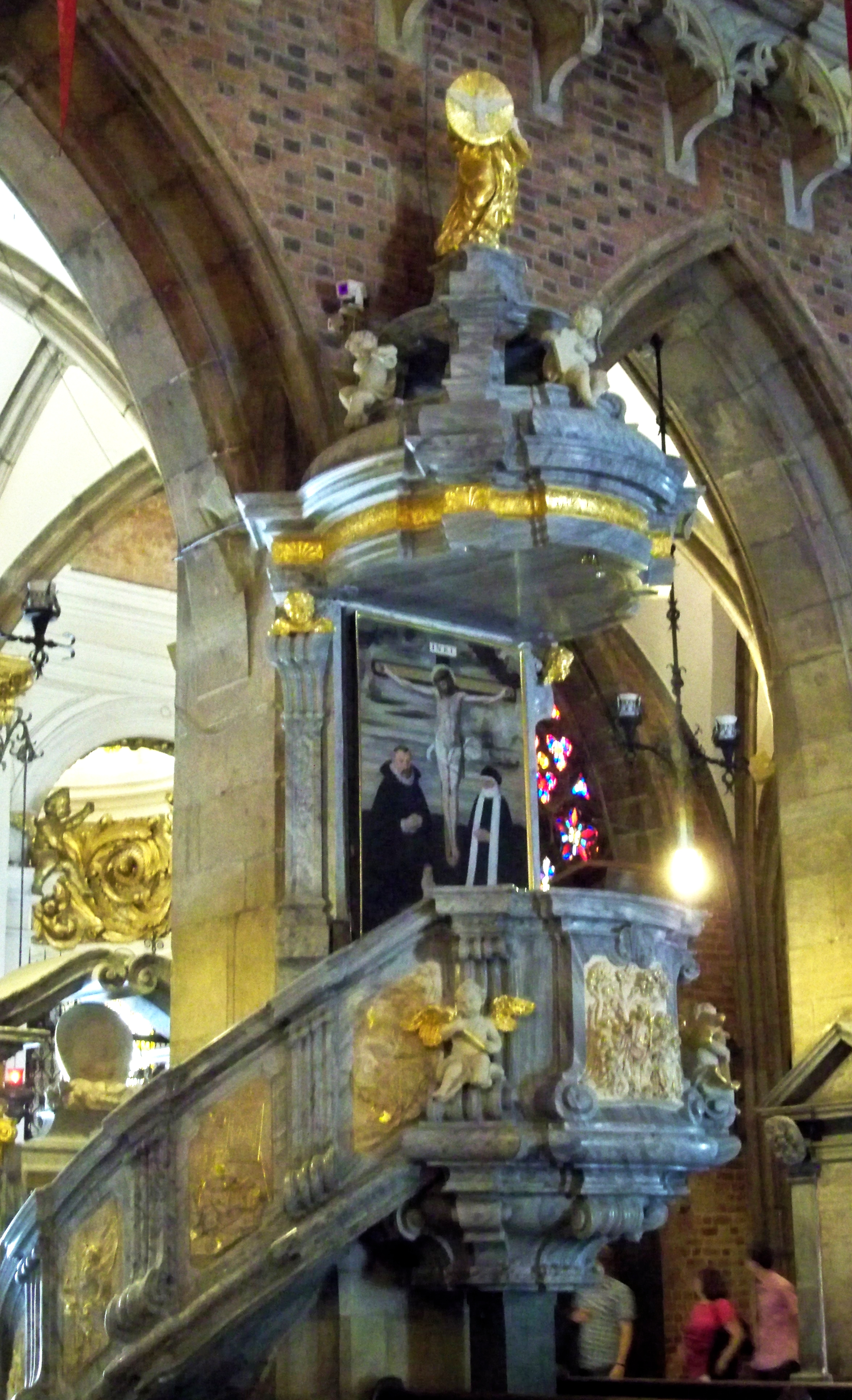
Kanzel in der Kathedrale von Breslau

Am Breslauer Dom waren als Domprediger tätig:
| Name                                                   | von  | bis                                       |  |
| ------------------------------------------------------ | ---- | ----------------------------------------- |  |
| Andreas von Jerin                                      | 1572 | ? (1577 Propst)                           |  |
|                                                        |      |                                           |  |
| Sebastian von Rostock                                  | 1649 | 1663 ?                                    |  |
|                                                        |      |                                           |  |
| Heinrich Förster                                       | 1837 | ? (1853 Bischof von Breslau)              |  |
|                                                        |      |                                           |  |
| Joseph Hubert Reinkens (stellvertretender Domprediger) | 1853 | ? (1857 Ordinarius für Kirchengeschichte) |  |
|                                                        |      |                                           |  |
| Franz Künzer                                           | 1871 | ? († 1881)                                |  |
|                                                        |      |                                           |  |
| Robert Spiske                                          | 1883 | ? († 1888)                                |  |
|                                                        |      |                                           |  |
| Ferdinand Piontek                                      | 1921 | ? (1931 Dompfarrer)                       |  |
|                                                        |      |                                           |  |
| Waldemar Otte                                          | 1931 | ? († 1940)                                |  |